# Nihilumbra
Nihilumbra es un videojuego de lógica y plataformas de la empresa desarrolladora de videojuegos española BeautiFun Games. El juego fue lanzado por primera vez para iOS en junio de 2012, y se ha traducido a siete idiomas.

## Modo de juego
Nihilumbra se juega como un videojuego de plataformas estándar, ya que controlas a Born mientras camina y salta a través de los niveles del juego. Hay varios enemigos que el jugador tiene que evitar, ya que, al principio, no hay manera de derrotarlos. El juego se divide en los cinco mundos que Born explora. En cada uno de ellos, al jugador se le concede un nuevo color, con el que el jugador puede pintar sobre el terreno (tocando la pantalla) para modificar el comportamiento del medio ambiente.
- En Montañas Heladas, Born recibe el color azul, que convierte las superficies duras en resbaladizas.
- En el Bosque Viviente se obtiene el color verde, con el cual los objetos rebotan.
- En el Desierto de Ceniza se obtiene el color marrón, cuya capacidad es hacer las superficies pegajosas y más lentas para caminar.
- En el Volcán, el jugador consigue el rojo, que puede hacer que los objetos y los monstruos se quemen.
- En La Ciudad, Born recibe el amarillo, el último color del juego, que es capaz de conducir la electricidad a una variedad de dispositivos.

## Recepción
Desde su lanzamiento, Nihilumbra ha recibido críticas generalmente positivas, con un marcador global de 86/100 en Metacritic, basado en 12 críticas; un 85,71% en GameRankings, basado en 7 comentarios; y 8/10 en ComboCaster.

## Otras versiones
Una versión para Wii U, que fue anunciado por primera vez el 8 de agosto de 2013 en el Nintendo Direct Europe, salió el 14 de mayo de 2015.
Una versión para PC fue puesto a disposición a través de Steam Greenlight. Una versión remasterizada de Nihilumbra fue puesta en libertad el 25 de septiembre para Microsoft Windows, Mac OS y Linux, con los gráficos actualizados y el doblaje para la narración.